# Кунхилок
Кунхилок — река в Камчатском крае России. Длина — 72 км, площадь водосборного бассейна — 582 км².
Начинается в горах Срединного хребта. Протекает в юго-восточном направлении по территории Усть-Камчатского района. Впадает в реку Еловку в 130 км от её устья по правому берегу на высоте 83,2 метра над уровнем моря.
Ширина реки в нижнем течении, в районе горы Клакес, — 35 метров, глубина — 0,9 м, дно твёрдое, скорость течения — 1,4 м/с.

## Притоки
Сухой, Тундровый, Алунчик.

## Данные водного реестра
По данным государственного водного реестра России и геоинформационной системы водохозяйственного районирования территории РФ, подготовленным Федеральным агентством водных ресурсов:
- Бассейновый округ — Анадыро-Колымский
- Речной бассейн — Камчатка
- Водохозяйственный участок — Камчатка
- Код водного объекта — 19070000112120000016537